# لیگ نخبگان آسیا
لیگ نخبگان آسیا (به انگلیسی: AFC Champions League Elite) یک رقابت سالانهٔ فوتبال باشگاهی قاره‌ای است که از سال ۱۹۶۷ توسط کنفدراسیون فوتبال آسیا برگزار می‌شود.
این لیگ که در سال ۱۹۶۷ به عنوان مسابقات باشگاهی قهرمانی آسیا معرفی شد، در سال ۲۰۰۲ برند تازه‌ای با سرنام ای‌اف‌سی گرفت. در اوت ۲۰۲۳، اعلام شد که قالب جدید مسابقات از فصل ۲۵–۲۰۲۴ به بعد اجرا خواهد شد و نام رقابت‌های سطح اول تغییر یافت.
موفق‌ترین باشگاه این رقابت‌ها الهلال عربستان با چهار قهرمانی است. الاهلی عربستان مدافع عنوان قهرمانی است که کاوازاکی را در فینال ۲۰۲۵ شکست داد.

## تاریخچه

### ۱۹۶۷–۱۹۷۲: مسابقات باشگاهی قهرمانی آسیا
این رقابت‌ها به عنوان مسابقات باشگاهی قهرمانی آسیا، تورنمنت قهرمانان کشورهای آسیا، آغاز شد و دارای فرمت‌های مختلف بود: مسابقات افتتاحیه به صورت حذفی مستقیم و سه دوره بعدی شامل مرحله گروهی برگزار شد.
باشگاه‌های اسرائیلی چهار دوره ابتدایی این رقابت‌ها را زیر سلطه خود قرار دادند، که این تا حدی به دلیل امتناع باشگاه‌های عربی از بازی با آن‌ها بود:
| فصل                          | قهرمان‌ها                     |                              |
| مسابقات باشگاهی قهرمانی آسیا | مسابقات باشگاهی قهرمانی آسیا | مسابقات باشگاهی قهرمانی آسیا |
| ---------------------------- | ---------------------------- | ---------------------------- |
| ۱۹۶۷                         | هاپوئل تل آویو               |                              |
| ۱۹۶۹                         | مکابی تل آویو                |                              |
| ۱۹۷۰                         | تاج                          |                              |
| ۱۹۷۱                         | مکابی تل آویو (۲)            |                              |
| ۱۹۷۲                         | لغو شد                       |                              |
| ۱۹۷۳–۱۹۸۴: برگزار نشد        |                              |                              |
| جام باشگاه‌های آسیا           |                              |                              |
| ۸۶–۱۹۸۵                      | دوو رویالز                   |                              |
| ۱۹۸۶                         | فوروکاوا الکتریک             |                              |
| ۱۹۸۷                         | یومیوری                      |                              |
| ۸۹–۱۹۸۸                      | السد                         |                              |
| ۹۰–۱۹۸۹                      | لیائونینگ                    |                              |
| ۹۱–۱۹۹۰                      | استقلال (۲)                  |                              |
| ۱۹۹۱                         | الهلال                       |                              |
| ۹۳–۱۹۹۲                      | پاس تهران                    |                              |
| ۹۴–۱۹۹۳                      | تای‌فارمرز بانک               |                              |
| ۹۵–۱۹۹۴                      | تای‌فارمرز بانک (۲)           |                              |
| ۱۹۹۵                         | ایلهوا چونما                 |                              |
| ۹۷–۱۹۹۶                      | پوهانگ استیلرز               |                              |
| ۹۸–۱۹۹۷                      | پوهانگ استیلرز (۲)           |                              |
| ۹۹–۱۹۹۸                      | جوبیلو ایواتا                |                              |
| ۲۰۰۰–۱۹۹۹                    | الهلال (۲)                   |                              |
| ۰۱–۲۰۰۰                      | سوون سامسونگ                 |                              |
| ۰۲–۲۰۰۱                      | سوون سامسونگ (۲)             |                              |
| لیگ قهرمانان آسیا            |                              |                              |
| ۰۳–۲۰۰۲                      | العین                        |                              |
| ۲۰۰۴                         | الاتحاد                      |                              |
| ۲۰۰۵                         | الاتحاد (۲)                  |                              |
| ۲۰۰۶                         | چونبوک هیوندای موتورز        |                              |
| ۲۰۰۷                         | اوراوا رد دایموندز           |                              |
| ۲۰۰۸                         | گامبا اوساکا                 |                              |
| ۲۰۰۹                         | پوهانگ استیلرز (۳)           |                              |
| ۲۰۱۰                         | سئونگنام ایلهوا چونما (۲)    |                              |
| ۲۰۱۱                         | السد (۲)                     |                              |
| ۲۰۱۲                         | اولسان هیوندای               |                              |
| ۲۰۱۳                         | گوانگژو اورگراند             |                              |
| ۲۰۱۴                         | وسترن سیدنی واندرز           |                              |
| ۲۰۱۵                         | گوانگژو اورگراند (۲)         |                              |
| ۲۰۱۶                         | چونبوک هیوندای موتورز (۲)    |                              |
| ۲۰۱۷                         | اوراوا رد دایموندز (۲)       |                              |
| ۲۰۱۸                         | کاشیما آنتلرز                |                              |
| ۲۰۱۹                         | الهلال (۳)                   |                              |
| ۲۰۲۰                         | اولسان هیوندای (۲)           |                              |
| ۲۰۲۱                         | الهلال (۴)                   |                              |
| ۲۰۲۲                         | اوراوا رد دایموندز (۳)       |                              |
| ۲۴–۲۰۲۳                      | العین (۲)                    |                              |
| لیگ نخبگان آسیا              |                              |                              |
| ۲۵–۲۰۲۴                      | الاهلی (۱)                   |                              |

- در سال ۱۹۷۰، باشگاه لبنانی هومنتمن از بازی با هاپوئل تل آویو در نیمه نهایی خودداری کرد، که با صعود هاپوئل به فینال همراه شد.
- در سال ۱۹۷۱، الشرطه عراق در سه نوبت از بازی با مکابی تل آویو خودداری کرد: در مرحله مقدماتی (که برای قرعه کشی بود)، در مرحله گروهی و در فینال که با اهدای عنوان قهرمانی به مکابی همراه شد. در طول مراسم اهدای جوایز برای مکابی، بازیکنان الشرطه پرچم فلسطین را در اطراف زمین به اهتزاز درآوردند، در حالی که رسانه‌های عراقی، الشرطه را به عنوان برنده مسابقات می‌دانستند و این تیم رژه اتوبوس‌های روباز را در بغداد برگزار می‌کرد.

بعد از اینکه نسخه سال ۱۹۷۲ به دلایل مختلف از سوی کنفدراسیون فوتبال آسیا لغو شد، از جمله اینکه دو باشگاه عربی به دلیل امتناع از بازی با تیم اسرائیلی مکابی نتانیا، انصراف دادند، ای‌اف‌سی مسابقات را به مدت ۱۴ سال به حالت تعلیق درآورد، در حالی که اسرائیل در سال ۱۹۷۴ از ای‌اف‌سی اخراج شد.

### ۱۹۸۵–۲۰۰۲: جام باشگاه‌های آسیا
مسابقات باشگاهی برتر آسیا در سال ۱۹۸۵ به عنوان جام باشگاه‌های آسیا بازگشت.
در سال ۱۹۹۰، کنفدراسیون فوتبال آسیا جام برندگان جام آسیا را معرفی کرد، مسابقاتی برای برندگان جام حذفی هر کشور آسیا، در حالی که فصل ۱۹۹۵ شاهد معرفی سوپر جام آسیا با برندگان جام باشگاه‌های آسیا و جام برندگان جام آسیا در مقابل یکدیگر بود.

### ۲۰۰۲–۲۰۲۴: لیگ قهرمانان آسیا

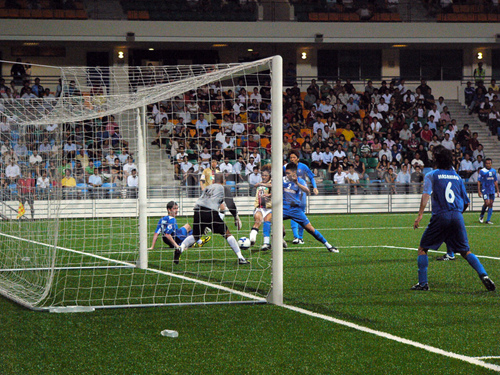
کاشیما آنتلرز ژاپن و واریورس سنگاپور در جریان بازی مرحله گروهی فصل ۲۰۰۹ در ورزشگاه جالان بیسار

در فصل ۰۳–۲۰۰۲ جام باشگاه‌های آسیا، جام برندگان جام آسیا و سوپر جام آسیا با هم ادغام شدند و به لیگ قهرمانان آسیا تبدیل شدند. قهرمانان لیگ و قهرمانان جام حذفی با حضور هشت تیم برتر از شرق آسیا و هشت تیم برتر از غرب آسیا به مرحله گروهی راه پیدا می‌کردند. اولین برنده تحت عنوان لیگ قهرمانان آسیا، العین بود که در مجموع ۲–۱ بی‌ای‌سی ترو ساسانا را شکست داد. در سال ۲۰۰۴، ۲۹ باشگاه از چهارده کشور شرکت کردند و برنامه مسابقات به ماه مارس تا نوامبر تغییر یافت.
در مرحله گروهی ۲۸ باشگاه به صورت منطقه‌ای به هفت گروه چهار تیمی تقسیم شدند و برای کاهش هزینه‌های سفر، باشگاه‌های شرق آسیا و غرب آسیا از هم جدا شدند و بازی گروه‌ها به صورت داخل و خارج از خانه انجام شد. برندگان هفت گروه به همراه مدافع عنوان قهرمانی به مرحله یک چهارم نهایی راه می‌یافتند. مرحله یک چهارم نهایی، نیمه نهایی و فینال به صورت دو بازی برگزار می‌شد که گل‌های خارج از خانه، وقت‌های اضافه و پنالتی‌ها به‌عنوان تساوی‌شکنی استفاده می‌شد.

#### گسترش
در فصل ۲۰۰۵ باشگاه‌های سوریه به این رقابت‌ها پیوستند و به این ترتیب تعداد کشورهای شرکت‌کننده به ۱۵ کشور افزایش یافت و دو سال بعد، پس از انتقال استرالیا به آسیا در سال ۲۰۰۶، باشگاه‌های استرالیایی نیز در این مسابقات شرکت کردند. با این حال، بسیاری جایزه کم‌ارزش مسابقات در آن زمان و هزینه‌های گران سفر را به عنوان برخی از دلایل آن می‌دانستند. لیگ قهرمانان در سال ۲۰۰۹ با ورود مستقیم به ده لیگ برتر آسیا به ۳۲ باشگاه گسترش یافت. هر کشور حداکثر ۴ سهمیه دریافت کرد، اگرچه بیش از یک سوم تعداد تیم‌های دسته برتر آن کشور، بسته به قدرت لیگ، ساختار لیگ حرفه‌ای، بازارپذیری، وضعیت مالی و سایر موارد به پایین گرد شد. معیارهای تعیین شده توسط کمیته طرفداری ای‌اف‌سی. معیارهای ارزیابی و رتبه‌بندی انجمن‌های شرکت کننده توسط ای‌اف‌سی هر دو سال یکبار تجدید نظر می‌شود.

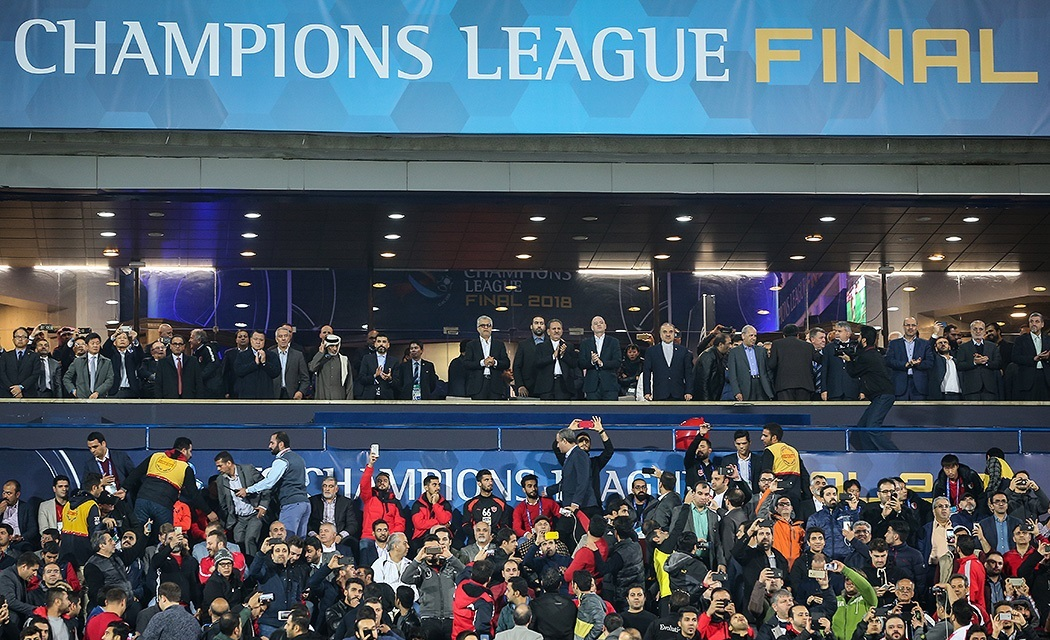
جیانی اینفانتینو و حدود ۱۰۰٬۰۰۰ نفر درحال تماشای فینال لیگ قهرمانان آسیا ۲۰۱۸ در ورزشگاه آزادی

در قالب قدیمی، هشت برنده گروه و هشت تیم دوم به مرحله یک‌هشتم نهایی راه می‌یافتند، که در آن برندگان گروه در سری‌های رفت و برگشتی میزبان تیم‌های دوم بودند. محدودیت منطقه‌ای تا فینال ادامه داشت، اگرچه باشگاه‌های یک کشور نمی‌توانستند در مرحله یک چهارم نهایی با یکدیگر روبرو شوند مگر اینکه آن کشور سه نماینده یا بیشتر در مرحله یک چهارم نهایی داشت. از سال ۲۰۱۳، فینال نیز به صورت رفت و برگشتی برگزار می‌شود.
در سال ۲۰۲۱، مرحله گروهی از ۳۲ تیم به ۴۰ تیم افزایش یافت و هر دو منطقه غرب و شرق دارای پنج گروه چهار تیمی بودند. تخصیص جایگاه برای شش انجمن عضو برتر در هر منطقه بدون تغییر باقی ماند. ۱۰ برنده گروه و ۳ تیم برتر دوم در هر منطقه اکنون بر اساس جدول ترکیبی برای دور یک شانزدهم مشخص می‌شوند و بازی‌ها همچنان تا مرحله نهایی به صورت منطقه‌ای مطابقت دارند.
در ۲۵ فوریه ۲۰۲۲، اعلام شد که لیگ قهرمانان آسیا با شروع فصل ۲۴–۲۰۲۳ به یک برنامه بین سالی (پاییز تا بهار) باز خواهد گشت. از زمان ۰۳–۲۰۰۲، این اولین باری خواهد بود که رقابت‌های باشگاهی برتر آسیا در بین سال برگزار می‌شود. علاوه بر این، قانون موجود «۳+۱» برای بازیکنان خارجی در طول مسابقات (۳ بازیکن خارجی و یک خارجی آسیایی) به «۵+۱» (۵ بازیکن خارجی و ۱ بازیکن خارجی آسیایی) گسترش می‌یابد.

#### حقوق زنان در فوتبال ایران
تا سال ۲۰۲۱، مشکلات مختلف با طرف‌های ایرانی توجه رسانه‌ها را به خود جلب کرد. رسانه‌های بین‌المللی عربی و انگلیسی زبان از نقض حقوق زنان در ورزشگاه‌های تیم‌های ایرانی خبر دادند.
علاوه بر آن، زنان ایرانی حدود ۴۰ سال از سوی دولت ایران از حضور در ورزشگاه‌های فوتبال محروم شدند. در سال ۲۰۱۹، زنان ایرانی برای اولین بار مجاز به تماشای فوتبال در ورزشگاه‌ها شدند، اما نه در بازی‌های لیگ قهرمانان. پیش از آن، فیفا به ایران فشار آورده بود تا زنان را به ورزشگاه‌ها راه دهد. ایران تسلیم شد، اما تعداد زنان برای تماشای فینال ۲۰۱۸ را محدود کرد. در سال ۲۰۲۱، کنفدراسیون فوتبال آسیا این موضوع را بررسی کرد، به این امید که هر زمان که باشگاه‌های ایرانی حضور دارند، اجازه حضور نامحدود زنان را بدهد.

### از ۲۵–۲۰۲۴ به بعد: لیگ نخبگان آسیا
در ۲۳ دسامبر ۲۰۲۲، اعلام شد که ساختار مسابقات ای‌اف‌سی از فرمت‌های تعیین شده تغییر خواهد کرد. بر اساس برنامه‌های جدید، رقابت‌های باشگاهی برتر فوتبال آسیا تنها شامل ۲۴ تیم خواهد بود که به دو منطقه شرق و غرب تقسیم می‌شوند و هر تیم با هشت تیم دیگر از منطقه خود (چهار تیم در خانه و چهار تیم خارج از خانه) بازی می‌کند. هشت تیم برتر هر منطقه به مرحله حذفی راه می‌یابند، جایی که مرحله یک‌هشتم نهایی در دو بازی برگزار می‌شود و از مرحله یک چهارم نهایی به بعد مسابقات در یک مکان بی‌طرف برگزار می‌شود. در ۱۴ اوت ۲۰۲۳، تأیید شد که قالب جدید از فصل ۲۵–۲۰۲۴ به بعد اجرایی خواهد شد. همچنین اعلام شد که مسابقات فوتبال باشگاهی آسیا از این پس با حضور ۷۶ تیم و در سه سطح مختلف انجام می‌شود. ۲۴ تیم در سطح اول، ۳۲ تیم در سطح دوم و ۲۰ تیم در سطح سوم رقابت‌های باشگاهی آسیا با هم رقابت خواهند کرد. نام مسابقات لیگ قهرمانان آسیا به لیگ نخبگان آسیا تغییر می‌یابد. همچنین نام سطح‌های دوم و سوم مسابقات به ترتیب لیگ قهرمانان آسیا ۲ و چلنج لیگ آسیا نامگذاری شد.

## فرمت

### نحوه صلاحیت

نقشه کشورهای آسیا که موفق شده‌اند به مرحله گروهی لیگ قهرمانان آسیا راه پیدا کنند.
کشورهای عضو کنفدراسیون فوتبال آسیا که در مرحله گروهی حضور داشته‌اند
کشورهای عضو کنفدراسیون فوتبال آسیا که در مرحله گروهی حضور نداشته‌اند

از دوره ۲۰۲۱ این مسابقات، لیگ قهرمانان آسیا با یک دور رفت و برگشت مرحله گروهی با حضور ۴۰ تیم آغاز می‌شود که قبل از آن مسابقات مقدماتی برای تیم‌هایی که مستقیماً به مسابقات راه پیدا نمی‌کنند برگزار می‌شود. همچنین تیم‌ها به مناطق شرقی و غربی تقسیم می‌شوند تا به‌طور جداگانه در مسابقات پیشرفت کنند.
تعداد تیم‌هایی که از هر اتحادیه وارد لیگ قهرمانان آسیا می‌شود، سالانه براساس معیارهای کمیته مسابقات ای‌اف‌سی تعیین می‌شود. این معیار که نسخه اصلاح شده ضریب یوفا است، مواردی مانند بازارپذیری و ورزشگاه را برای تعیین تعداد مشخصی از اسکله‌هایی که یک انجمن دریافت می‌کند، اندازه‌گیری می‌کند. هر چه رده‌بندی یک انجمن بر اساس معیارها بالاتر باشد، تیم‌های بیشتری نماینده انجمن در لیگ قهرمانان هستند و تیم‌های انجمن باید در دورهای مقدماتی کمتری شرکت کنند.

### تورنمنت
این مسابقات با مرحله گروهی ۴۰ تیمی آغاز می‌شود که به ده گروه تقسیم می‌شوند. هنگام قرعه‌کشی برای این مرحله از سیدبندی استفاده می‌شود و تیم‌های یک کشور با هم در گروه قرار نمی‌گیرند. مرحله گروهی به دو منطقه تقسیم می‌شود. منطقه اول پنج گروه شرق آسیا و منطقه دیگر پنج گروه غرب آسیا است. هر تیم با سایر تیم‌ها در خانه و خارج از خانه به صورت رفت و برگشتی دیدار می‌کند. سپس تیم‌های اول و ۳ تیم برتر دوم از هر منطقه به مرحله بعد راه می‌یابند.
برای این مرحله، تیم برنده از یک گروه با نایب قهرمان گروه دیگر از منطقه خود در مرحله گروهی بازی می‌کند. این مسابقات از قانون گل زده در خانه حریف استفاده می‌کند: اگر امتیاز مجموع دو بازی بعد از ۱۸۰ دقیقه مساوی شود، تیمی که در ورزشگاه حریف گل‌های بیشتری به ثمر رسانده است، صعود می‌کند. در صورت مساوی بودن، باشگاه‌ها در وقت اضافه بازی می‌کنند، جایی که قانون گل‌های خارج از خانه دیگر اعمال نمی‌شود. اگر بعد از وقت اضافه باز هم نتیجه مساوی باشد، نتیجه باید در ضربات پنالتی تعیین شود. مناطق شرق و غرب تا فینال، با یکدیگر روبرو نمی‌شوند.
مسابقات مرحله گروهی و مرحله یک شانزدهم تا نیمه اول سال (فوریه تا مه) برگزار می‌شود، در حالی که مرحله حذفی پس از آن در نیمه دوم سال (اوت تا نوامبر) برگزار می‌شود. مسابقات حذفی به صورت رفت و برگشتی که شامل فینال هم می‌شود، انجام می‌شود.

### تخصیص
تیم‌هایی تنها از ۱۹ کشور ای‌اف‌سی به مرحله گروهی لیگ قهرمانان آسیا راه یافته‌اند. تخصیص تیم‌ها بر اساس کشورهای عضو در زیر ذکر شده است. ستاره‌ها نشان دهنده مواردی هستند که حداقل یک تیم در مرحله مقدماتی قبل از مرحله گروهی حذف شده است. ۳۲ کشور کنفدراسیون فوتبال آسیا تیم‌هایی را در مرحله مقدماتی شرکت داده‌اند و کشورهایی که هرگز مرحله گروهی نرسیده‌اند نشان داده نمی‌شوند.
| اتحادیه           | شرکت کنندگان   | شرکت کنندگان   | شرکت کنندگان   | شرکت کنندگان   | شرکت کنندگان | شرکت کنندگان | شرکت کنندگان | شرکت کنندگان | شرکت کنندگان | شرکت کنندگان | شرکت کنندگان | شرکت کنندگان | شرکت کنندگان | شرکت کنندگان | شرکت کنندگان | شرکت کنندگان | شرکت کنندگان | شرکت کنندگان | شرکت کنندگان | شرکت کنندگان | شرکت کنندگان |
| اتحادیه           | ۰۳–۲۰۰۲        | ۲۰۰۴           | ۲۰۰۵           | ۲۰۰۶           | ۲۰۰۷         | ۲۰۰۸         | ۲۰۰۹         | ۲۰۱۰         | ۲۰۱۱         | ۲۰۱۲         | ۲۰۱۳         | ۲۰۱۴         | ۲۰۱۵         | ۲۰۱۶         | ۲۰۱۷         | ۲۰۱۸         | ۲۰۱۹         | ۲۰۲۰         | ۲۰۲۱         | ۲۰۲۲         | ۲۰۲۳–۲۴      |
| شرق آسیا          | شرق آسیا       | شرق آسیا       | شرق آسیا       | شرق آسیا       | شرق آسیا     | شرق آسیا     | شرق آسیا     | شرق آسیا     | شرق آسیا     | شرق آسیا     | شرق آسیا     | شرق آسیا     | شرق آسیا     | شرق آسیا     | شرق آسیا     | شرق آسیا     | شرق آسیا     | شرق آسیا     | شرق آسیا     | شرق آسیا     | شرق آسیا     |
| ----------------- | -------------- | -------------- | -------------- | -------------- | ------------ | ------------ | ------------ | ------------ | ------------ | ------------ | ------------ | ------------ | ------------ | ------------ | ------------ | ------------ | ------------ | ------------ | ------------ | ------------ | ------------ |
| استرالیا          | عضوی از اواف‌سی | عضوی از اواف‌سی | عضوی از اواف‌سی | عضوی از اواف‌سی | ۲            | ۲            | ۲            | ۲            | ۲            | ۳            | ۱*           | ۳            | ۲*           | ۲*           | ۳            | ۲*           | ۲*           | ۳            | ۰            | ۲*           | ۱            |
| چین               | ۲              | ۲              | ۲              | ۲              | ۲            | ۲            | ۴            | ۴            | ۴            | ۳            | ۴            | ۴            | ۴            | ۴            | ۳*           | ۴            | ۴            | ۴            | ۲*           | ۲            | ۳*           |
| هنگ کنگ           | ۰*             | ۰              | ۰              | ۰              | ۰            | ۰            | ۰            | ۰            | ۰            | ۰            | ۰            | ۰*           | ۰*           | ۰*           | ۱*           | ۱*           | ۰*           | ۰*           | ۱            | ۱            | ۱*           |
| اندونزی           | ۰*             | ۲              | ۲              | ۰              | ۲            | ۰            | ۱*           | ۱*           | ۱*           | ۰*           | ۰            | ۰            | ۰*           | ۰            | ۰            | ۰*           | ۰*           | ۰*           | ۰            | ۰            | ۰            |
| ژاپن              | ۲              | ۲              | ۲              | ۲              | ۲            | ۳            | ۴            | ۴            | ۴            | ۴            | ۴            | ۴            | ۴            | ۴            | ۴            | ۴            | ۴            | ۳*           | ۴            | ۴            | ۴            |
| کره جنوبی         | ۲              | ۲              | ۲              | ۲              | ۳            | ۲            | ۴            | ۴            | ۴            | ۴            | ۴            | ۴            | ۴            | ۴            | ۴            | ۴            | ۴            | ۴            | ۴            | ۴            | ۴            |
| مالزی             | ۰              | ۰              | ۰              | ۰              | ۰            | ۰            | ۰            | ۰            | ۰            | ۰            | ۰            | ۰            | ۰*           | ۰*           | ۰*           | ۰*           | ۱*           | ۱*           | ۱            | ۱            | ۱            |
| فیلیپین           | ۰              | ۰              | ۰              | ۰              | ۰            | ۰            | ۰            | ۰            | ۰            | ۰            | ۰            | ۰            | ۰            | ۰            | ۰*           | ۰*           | ۰*           | ۰*           | ۲            | ۱*           | ۱            |
| سنگاپور           | ۰*             | ۰              | ۰              | ۰              | ۰            | ۰            | ۱            | ۱            | ۰            | ۰            | ۰            | ۰*           | ۰*           | ۰*           | ۰*           | ۰*           | ۰*           | ۰*           | ۱            | ۱            | ۱            |
| تایلند            | ۲              | ۲              | ۲              | ۰              | ۱            | ۲            | ۰*           | ۰*           | ۰*           | ۱*           | ۲            | ۱*           | ۱*           | ۱*           | ۱*           | ۱*           | ۱*           | ۱*           | ۴            | ۲*           | ۳*           |
| ویتنام            | ۰*             | ۲              | ۲              | ۲              | ۱            | ۲            | ۰            | ۰*           | ۰            | ۰            | ۰            | ۰*           | ۱*           | ۱*           | ۰*           | ۰*           | ۰*           | ۰*           | ۱            | ۱            | ۱            |
| مجموع             | ۸              | ۱۲             | ۱۲             | ۸              | ۱۳           | ۱۳           | ۱۶           | ۱۶           | ۱۵           | ۱۵           | ۱۵           | ۱۶           | ۱۶           | ۱۶           | ۱۶           | ۱۶           | ۱۶           | ۱۶           | ۲۰           | ۱۹           | ۲۰           |
| غرب آسیا          |                |                |                |                |              |              |              |              |              |              |              |              |              |              |              |              |              |              |              |              |              |
| بحرین             | ۰*             | ۲              | ۰              | ۰              | ۰            | ۰            | ۰            | ۰            | ۰            | ۰            | ۰            | ۰*           | ۰*           | ۰            | ۰            | ۰*           | ۰            | ۰*           | ۰*           | ۰            | ۰            |
| هند               | ۰*             | ۰              | ۰              | ۰              | ۰            | ۰            | ۰*           | ۰*           | ۰*           | ۰            | ۰            | ۰            | ۰*           | ۰*           | ۰*           | ۰*           | ۰*           | ۰*           | ۱            | ۱            | ۱            |
| ایران             | ۲              | ۲              | ۲              | ۲              | ۱            | ۲            | ۴            | ۴            | ۴            | ۳*           | ۳*           | ۴            | ۴            | ۳*           | ۴            | ۴            | ۳*           | ۴            | ۴            | ۲            | ۳*           |
| عراق              | ۱*             | ۲              | ۲              | ۲              | ۲            | ۲            | ۰            | ۰            | ۰            | ۰            | ۰            | ۰*           | ۰            | ۰            | ۰            | ۰            | ۱*           | ۱*           | ۲*           | ۱*           | ۱            |
| اردن              | ۰*             | ۰              | ۰              | ۰              | ۰            | ۰            | ۰            | ۰            | ۰            | ۰            | ۰            | ۰*           | ۰*           | ۰*           | ۰*           | ۰*           | ۰*           | ۰*           | ۱            | ۱            | ۱*           |
| کویت              | ۰*             | ۱              | ۲              | ۲              | ۲            | ۲            | ۰            | ۰            | ۰            | ۰            | ۰            | ۰*           | ۰*           | ۰            | ۰            | ۰            | ۰*           | ۰*           | ۰*           | ۰            | ۰            |
| قطر               | ۱*             | ۲              | ۲              | ۲              | ۲            | ۲            | ۲            | ۲            | ۳            | ۴            | ۴            | ۴            | ۲*           | ۲*           | ۲*           | ۴            | ۳*           | ۲*           | ۳*           | ۴            | ۲*           |
| عربستان سعودی     | ۱*             | ۲              | ۳              | ۳              | ۲            | ۲            | ۴            | ۴            | ۴            | ۳*           | ۴            | ۴            | ۴            | ۴            | ۴            | ۲            | ۴            | ۴            | ۳*           | ۴            | ۴            |
| سوریه             | ۰*             | ۰              | ۲              | ۲              | ۲            | ۲            | ۰            | ۰*           | ۰*           | ۰            | ۰            | ۰            | ۰            | ۰            | ۰            | ۰            | ۰            | ۰            | ۰            | ۰*           | ۰            |
| تاجیکستان         | ۰              | ۰              | ۰              | ۰              | ۰            | ۰            | ۰            | ۰            | ۰            | ۰            | ۰            | ۰            | ۰            | ۰            | ۰            | ۰            | ۰*           | ۰*           | ۱            | ۱            | ۱            |
| ترکمنستان         | ۱*             | ۰              | ۰              | ۰              | ۰            | ۰            | ۰            | ۰            | ۰            | ۰            | ۰            | ۰            | ۰            | ۰            | ۰            | ۰            | ۰            | ۰            | ۰            | ۱            | ۱            |
| امارات متحده عربی | ۱*             | ۳              | ۲              | ۲              | ۲            | ۲            | ۴            | ۴            | ۴            | ۴            | ۴            | ۳*           | ۲*           | ۳*           | ۴            | ۴            | ۳*           | ۴            | ۳*           | ۳*           | ۲*           |
| ازبکستان          | ۱*             | ۲              | ۲              | ۲              | ۲            | ۲            | ۲            | ۲            | ۲            | ۳*           | ۲*           | ۱*           | ۴            | ۴            | ۲*           | ۲*           | ۲*           | ۱*           | ۲            | ۲            | ۴            |
| مجموع             | ۸              | ۱۴             | ۱۷             | ۱۷             | ۱۵           | ۱۶           | ۱۶           | ۱۶           | ۱۷           | ۱۷           | ۱۷           | ۱۶           | ۱۶           | ۱۶           | ۱۶           | ۱۶           | ۱۶           | ۱۶           | ۲۰           | ۲۰           | ۲۰           |
| کل                |                |                |                |                |              |              |              |              |              |              |              |              |              |              |              |              |              |              |              |              |              |
| مجموع             | ۱۶             | ۲۶             | ۲۹             | ۲۵             | ۲۸           | ۲۹           | ۳۲           | ۳۲           | ۳۲           | ۳۲           | ۳۲           | ۳۲           | ۳۲           | ۳۲           | ۳۲           | ۳۲           | ۳۲           | ۳۲           | ۴۰           | ۳۹           | ۴۰           |

## جوایز نقدی

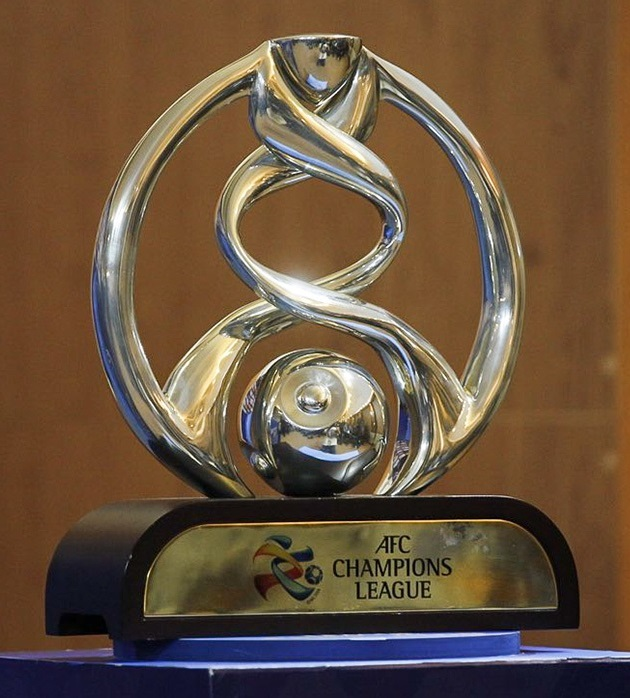
جامی که تا قبل از سال ۲۰۲۴ استفاده می‌شد

با شروع فصل ۲۵–۲۰۲۴، توزیع جوایز به شرح زیر است:
- مرحله لیگ: ۸۰۰٬۰۰۰ دلار
- یک‌هشتم نهایی: ۲۰۰٬۰۰۰ دلار
- یک‌چهارم نهایی: ۴۰۰٬۰۰۰ دلار
- نیمه نهایی: ۶۰۰٬۰۰۰ دلار
- نایب قهرمان: ۴٬۰۰۰٬۰۰۰ دلار
- قهرمان: ۱۰٬۰۰۰٬۰۰۰ دلار

## بازاریابی

### حامیان مالی
مانند جام جهانی فوتبال، لیگ قهرمانان آسیا توسط گروهی از شرکت‌های چند ملیتی حمایت مالی می‌شود، برخلاف اسپانسر اصلی که معمولاً در لیگ‌های برتر ملی یافت می‌شود.
شرکای مالی اصلی:
- نیوم[۱۸]
- قطر ایرویز[۱۹][۲۰]
- ویزیت سعودی

حامیان مالی اصلی:
- کونامی[۲۱]
- مولتن[۲۲]

شریک رسمی منطقه‌ای:
- ویزا

## بازی ویدیوئی
لیگ قهرمانان آسیا برای اولین بار در بازی ویدئویی فوتبال تکاملی حرفه‌ای ۲۰۱۴ قرار گرفت. امتیاز لیگ قهرمانان آسیا هم‌اکنون در اختیار شرکت کونامی و بازی ویدئویی ئی‌فوتبال پی‌ئی‌اس است و هر سال در بازار به فروش می‌رسد. سایت کنفدراسیون فوتبال آسیا اعلام کرد قرارداد شراکت خود با شرکت «کونامی» برای مدت ۴ سال آینده تمدید کرد تا حقوق تبلیغات و مجوزها در مسابقات تیم‌های ملی و باشگاهی آسیا در این اختیار این شرکت بماند. این شراکت شامل مسابقات بزرگ آسیایی برای مثل مقدماتی انتخابی جام جهانی ۲۰۲۲، جام ملت‌های آسیا ۲۰۲۳ و لیگ قهرمانان آسیا را شامل می‌شود.

## شبکه‌های پخش‌کننده
- صدا و سیمای جمهوری اسلامی ایران
- شبکه ورزش (تاجیکستان)
- شبکه فوتبال (تاجیکستان)
- پرشیانا اسپورت
- بی‌ان اسپورتس
- الکاس
- نیپون تلویژن
- تلویزیون مرکزی چین
- فاکس اسپورت استرالیا
- فاکس اسپورت آسه‌آن
- کانال ۷ تایلند
- شبکه ورزش ازبکستان
- جی‌تی‌بی‌سی
- ام‌ان‌سی مدیا
- دی اسپورت
- بی تی‌وی کامبوج
- دی‌ای‌زدان

## آمار و رکوردها

### باشگاهی
جدول زیر فهرست باشگاه‌ها همراه با تعداد و سال‌های قهرمانی و نایب قهرمانی آن‌ها را در لیگ قهرمانان آسیا نشان می‌دهد.
| باشگاه                 | قهرمانی‌ها | نایب‌قهرمانی‌ها | فصل‌های قهرمانی              | فصل‌های نایب‌قهرمانی           |
| ---------------------- | --------- | ------------- | --------------------------- | ---------------------------- |
| الهلال                 | ۴         | ۵             | ۱۹۹۱، ۲۰۰۰–۱۹۹۹، ۲۰۱۹، ۲۰۲۱ | ۱۹۸۶، ۱۹۸۷، ۲۰۱۴، ۲۰۱۷، ۲۰۲۲ |
| پوهانگ استیلرز         | ۳         | ۱             | ۹۷–۱۹۹۶، ۹۸–۱۹۹۷، ۲۰۰۹      | ۲۰۲۱                         |
| اوراوا رد دایموندز     | ۳         | ۱             | ۲۰۰۷، ۲۰۱۷، ۲۰۲۲            | ۲۰۱۹                         |
| استقلال                | ۲         | ۲             | ۱۹۷۰، ۹۱–۱۹۹۰               | ۱۹۹۱، ۹۹–۱۹۹۸                |
| سئونگنام ایلهوا چونما  | ۲         | ۲             | ۱۹۹۵، ۲۰۱۰                  | ۹۷–۱۹۹۶، ۲۰۰۴                |
| العین                  | ۲         | ۲             | ۰۳–۲۰۰۲، ۲۴–۲۰۲۳            | ۲۰۰۵، ۲۰۱۶                   |
| الاتحاد                | ۲         | ۱             | ۲۰۰۴، ۲۰۰۵                  | ۲۰۰۹                         |
| چونبوک هیوندای موتورز  | ۲         | ۱             | ۲۰۰۶، ۲۰۱۶                  | ۲۰۱۱                         |
| مکابی تل آویو۱         | ۲         | ۰             | ۱۹۶۹، ۱۹۷۱                  | —                            |
| السد                   | ۲         | ۰             | ۸۹–۱۹۸۸، ۲۰۱۱               | —                            |
| تای‌فارمرز بانک         | ۲         | ۰             | ۹۴–۱۹۹۳، ۹۵–۱۹۹۴            | —                            |
| سوون سامسونگ بلو وینگز | ۲         | ۰             | ۰۱–۲۰۰۰، ۰۲–۲۰۰۱            | —                            |
| اولسان هیوندای         | ۲         | ۰             | ۲۰۱۲، ۲۰۲۰                  | —                            |
| گوانگژو اورگراند۲      | ۲         | ۰             | ۲۰۱۳، ۲۰۱۵                  | —                            |
| جوبیلو ایواتا          | ۱         | ۲             | ۹۹–۱۹۹۸                     | ۲۰۰۰–۱۹۹۹، ۰۱–۲۰۰۰           |
| الاهلی                 | ۱         | ۲             | ۲۰۲۴−۲۵                     | ۸۶–۱۹۸۵، ۲۰۱۲                |
| هاپوئل تل آویو۱        | ۱         | ۱             | ۱۹۶۷                        | ۱۹۷۰                         |
| لیائونینگ۲             | ۱         | ۱             | ۹۰–۱۹۸۹                     | ۹۱–۱۹۹۰                      |
| بوسان ای‌پارک           | ۱         | ۰             | ۸۶–۱۹۸۵                     | —                            |
| جف یونایتد چیبا        | ۱         | ۰             | ۱۹۸۶                        | —                            |
| توکیو وردی             | ۱         | ۰             | ۱۹۸۷                        | —                            |
| پاس تهران              | ۱         | ۰             | ۹۳–۱۹۹۲                     | —                            |
| گامبا اوساکا           | ۱         | ۰             | ۲۰۰۸                        | —                            |
| وسترن سیدنی واندررز    | ۱         | ۰             | ۲۰۱۴                        | —                            |
| کاشیما آنتلرز          | ۱         | ۰             | ۲۰۱۸                        | —                            |
| یوکوهاما مارینوس       | ۰         | ۲             | —                           | ۹۰–۱۹۸۹، ۲۴–۲۰۲۳             |
| اف سی سئول             | ۰         | ۲             | —                           | ۰۲–۲۰۰۱، ۲۰۱۳                |
| پرسپولیس               | ۰         | ۲             | —                           | ۲۰۱۸، ۲۰۲۰                   |
| سلانگور                | ۰         | ۱             | —                           | ۱۹۶۷                         |
| یانگزی۲                | ۰         | ۱             | —                           | ۱۹۶۹                         |
| آلیات الشرطه           | ۰         | ۱             | —                           | ۱۹۷۱                         |
| الرشید۲                | ۰         | ۱             | —                           | ۸۹–۱۹۸۸                      |
| الشباب                 | ۰         | ۱             | —                           | ۹۳–۱۹۹۲                      |
| باشگاه عمان            | ۰         | ۱             | —                           | ۹۴–۱۹۹۳                      |
| العربی                 | ۰         | ۱             | —                           | ۹۵–۱۹۹۴                      |
| النصر                  | ۰         | ۱             | —                           | ۱۹۹۵                         |
| دالیان شیده۲           | ۰         | ۱             | —                           | ۹۸–۱۹۹۷                      |
| پلیس ترو               | ۰         | ۱             | —                           | ۰۳–۲۰۰۲                      |
| الکرامه                | ۰         | ۱             | —                           | ۲۰۰۶                         |
| سپاهان                 | ۰         | ۱             | —                           | ۲۰۰۷                         |
| آدلاید یونایتد         | ۰         | ۱             | —                           | ۲۰۰۸                         |
| ذوب آهن                | ۰         | ۱             | —                           | ۲۰۱۰                         |
| شباب الاهلی            | ۰         | ۱             | —                           | ۲۰۱۵                         |
| کاوازاکی               | ۰         | ۱             | —                           | ۲۵–۲۰۲۴                      |

۱ باشگاه هم‌اکنون در لیگ قهرمانان اروپا شرکت می‌کند.
۲ باشگاه ها دیگر وجود ندارند.

### کشوری
جدول زیر لیست کشورها در تعداد قهرمانی و نایب قهرمانی باشگاه‌ها در لیگ قهرمانان آسیا و جام باشگاه‌های آسیا را نشان می‌دهد.
نماینده های ایرانی در گذشته سه بار قهرمان و شش بار نایب قهرمان آسیا شده اند و چندی بار در مسابقات رده‌بندی به مقام سوم و چهارم آسیا دست پیدا کرده اند.
| کشور              | قهرمانی | نایب قهرمانی | مجموع |
| ----------------- | ------- | ------------ | ----- |
| کره جنوبی         | ۱۲      | ۷            | ۱۹    |
| ژاپن              | ۸       | ۵            | ۱۳    |
| عربستان سعودی     | ۷       | ۱۰           | ۱۷    |
| ایران             | ۳       | ۶            | ۹     |
| چین               | ۳       | ۲            | ۵     |
| اسرائیل           | ۳       | ۱            | ۴     |
| امارات متحده عربی | ۲       | ۳            | ۴     |
| قطر               | ۲       | ۱            | ۳     |
| تایلند            | ۲       | ۱            | ۳     |
| استرالیا          | ۱       | ۱            | ۲     |
| عراق              | ۰       | ۲            | ۲     |
| مالزی             | ۰       | ۱            | ۱     |
| عمان              | ۰       | ۱            | ۱     |
| سوریه             | ۰       | ۱            | ۱     |

### منطقه‌ای
| فدراسیون (منطقه)       | فدراسیون (منطقه) | عنوان | مجموع |
| ---------------------- | ---------------- | ----- | ----- |
| ای‌ای‌اف‌اف (شرق آسیا)    | منطقه شرق        | ۲۳    | ۲۶    |
| ای‌اف‌اف (جنوب شرق آسیا) | منطقه شرق        | ۳     | ۲۶    |
| واف (غرب آسیا)         | منطقه غرب        | ۱۱    | ۱۴    |
| کافا (آسیای مرکزی)     | منطقه غرب        | ۳     | ۱۴    |
| ساف (جنوب آسیا)        | منطقه غرب        | ۰     | ۱۴    |

نکته: قهرمانی تیم‌های اسرائیلی در نظر گرفته نشده است.

## جوایز بازیکنان

### بهترین بازیکن
| سال       | بازیکن          | باشگاه                | منبع   |
| --------- | --------------- | --------------------- | ------ |
| ۱۹۷۰      | غلامحسین مظلومی | تاج                   |        |
| ۹۱–۱۹۹۰   | عباس سرخاب      | استقلال               |        |
| ۹۷–۱۹۹۶   | آن ایک-سو       | پوهانگ استیلرز        | [ ۲۵ ] |
| ۹۸–۱۹۹۷   | احمد الدوخی     | الهلال                | [ ۲۶ ] |
| ۹۹–۱۹۹۸   | سیدو ترائوره    | العین                 | [ ۲۷ ] |
| ۲۰۰۰–۱۹۹۹ | سرجیو ریکاردو   | الهلال                | [ ۲۸ ] |
| ۰۱–۲۰۰۰   | زولتان سابو     | سوون سامسونگ بلووینگز | [ ۲۹ ] |
| ۰۳–۲۰۰۲   | تردساک چایمن    | بی‌ای‌سی ترو ساسانا     | [ ۳۰ ] |
| ۲۰۰۴      | رضا حسن تکر     | الاتحاد               | [ ۳۱ ] |
| ۲۰۰۵      | محمد نور        | الاتحاد               | [ ۳۲ ] |
| ۲۰۰۶      | چوی جن چول      | پوهانگ استیلرز        | [ ۳۳ ] |
| ۲۰۰۷      | یویچیرو ناگای   | اوراوا رد دایموندز    |        |
| ۲۰۰۸      | یاسوهیتو اندو   | گامبا اوساکا          |        |
| ۲۰۰۹      | نو بیونگ-جون    | پوهانگ استیلرز        | [ ۳۴ ] |
| ۲۰۱۰      | ساشا اوگننوفسکی | سئونگنام ایلهوا چونما | [ ۳۵ ] |
| ۲۰۱۱      | لی دونگ-گوک     | چونبوک هیوندای موتورز | [ ۳۶ ] |
| ۲۰۱۲      | لی کیون-هو      | اولسان هیوندای        | [ ۳۷ ] |
| ۲۰۱۳      | موریکی          | گوانگژو اورگراند      | [ ۳۸ ] |
| ۲۰۱۴      | آنته کوویچ      | وسترن سیدنی واندررز   | [ ۳۹ ] |
| ۲۰۱۵      | ریکاردو گولار   | گوانگژو اورگراند      | [ ۴۰ ] |
| ۲۰۱۶      | عمر عبدالرحمان  | العین                 | [ ۴۱ ] |
| ۲۰۱۷      | یوسوکه کاشیواگی | اوراوا رد دایموندز    | [ ۴۲ ] |
| ۲۰۱۸      | یوما سوزوکی     | کاشیما آنتلرز         | [ ۴۳ ] |
| ۲۰۱۹      | بافتیمبی گومیس  | الهلال                | [ ۴۴ ] |
| ۲۰۲۰      | یون بیت-گارام   | اولسان هیوندای        | [ ۴۵ ] |
| ۲۰۲۱      | سالم الدوسری    | الهلال                | [ ۴۶ ] |
| ۲۰۲۲      | هیروکی ساکای    | اوراوا رد دایموندز    | [ ۴۷ ] |
| ۲۴–۲۰۲۳   | سفیان رحیمی     | العین                 | [ ۴۸ ] |
| ۲۵–۲۰۲۴   | روبرتو فیرمینو  | الاهلی                | [ ۴۹ ] |

### آقای گل
| سال     | ملیت                  | باشگاه                | تعداد گل |
| ------- | --------------------- | --------------------- | -------- |
| ۱۹۷۰    | غلامحسین مظلومی       | تاج                   | ۵        |
| ۸۶–۱۹۸۵ | شیخ محمد اسلم پرم لعل | آباهانی سندرز         | ۹        |
| ۹۱–۱۹۹۰ | عبدالصمد مرفاوی       | استقلال               | ۶        |
| ۹۷–۱۹۹۶ | پارک ته‌ها             | پوهانگ استیلرز        | ۳        |
| ۰۳–۲۰۰۲ | هائو هایدونگ          | دالیان شیده           | ۹        |
| ۲۰۰۴    | کیم دو-هون            | سئونگنام ایلهوا چونما | ۹        |
| ۲۰۰۵    | محمد کالون            | الاتحاد               | ۶        |
| ۲۰۰۶    | مانگو آلوز            | گامبا اوساکا          | ۸        |
| ۲۰۰۷    | موتا                  | سئونگنام ایلهوا چونما | ۷        |
| ۲۰۰۸    | نانتاوات تانسوپا      | کرانگ تای بانک        | ۹        |
| ۲۰۰۹    | لیندرو                | گامبا اوساکا          | ۱۰       |
| ۲۰۱۰    | خوزه موتا             | سوون سامسونگ          | ۹        |
| ۲۰۱۱    | لی دونگ-گوک           | چونبوک هیوندای موتورز | ۹        |
| ۲۰۱۲    | ریکاردو اولیویرا      | الجزیره               | ۱۲       |
| ۲۰۱۳    | موریکی                | گوانگژو اورگراند      | ۱۳       |
| ۲۰۱۴    | آساموا جیان           | العین                 | ۱۲       |
| ۲۰۱۵    | ریکاردو گولرت         | گوانگژو اورگراند      | ۸        |
| ۲۰۱۶    | آدریانو               | سئول                  | ۱۳       |
| ۲۰۱۷    | عمر خربین             | الهلال                | ۱۰       |
| ۲۰۱۸    | بغداد بونجاح          | السد                  | ۱۳       |
| ۲۰۱۹    | بافتیمبی گومیس        | الهلال                | ۱۱       |
| ۲۰۲۰    | جونیور نگرائو         | اولسان هیوندای        | ۷        |
| ۲۰۲۱    | مایکل اولونگا         | الدحیل                | ۹        |
| ۲۰۲۲    | ادمیلسون جونیور       | الدحیل                | ۸        |
| ۲۴–۲۰۲۳ | سفیان رحیمی           | العین                 | ۱۳       |
| ۲۵–۲۰۲۴ | سالم الدوسری          | الهلال                | ۱۰       |

### جایزه بازی جوانمردانه
| سال     | باشگاه                |
| ------- | --------------------- |
| ۱۹۷۰    | تاج                   |
| ۹۷–۱۹۹۶ | الزورا                |
| ۹۹–۱۹۹۸ | جوبیلو ایواتا         |
| ۲۰۰۷    | اوراوا رد دایموندز    |
| ۲۰۰۸    | گامبا اوساکا          |
| ۲۰۰۹    | پوهانگ استیلرز        |
| ۲۰۱۰    | سئونگنام ایلهوا چونما |
| ۲۰۱۱    | چونبوک هیوندای موتورز |
| ۲۰۱۲    | اولسان هیوندای        |
| ۲۰۱۳    | سئول                  |
| ۲۰۱۴    | الهلال                |
| ۲۰۱۵    | گوانگ‌ژو اورگراند      |
| ۲۰۱۶    | العین                 |
| ۲۰۱۷    | اوراوا رد دایموندز    |
| ۲۰۱۸    | پرسپولیس              |
| ۲۰۱۹    | اوراوا رد دایموندز    |
| ۲۰۲۰    | اولسان هیوندای        |
| ۲۰۲۱    | الهلال                |
| ۲۰۲۲    | اوراوا رد دایموندز    |